# Pompogne
Pompogne település Franciaországban, Lot-et-Garonne megyében. Lakosainak száma 195 fő (2022. január 1.). Pompogne Casteljaloux, Fargues-sur-Ourbise, Houeillès, Pindères, La Réunion és Sauméjan községekkel határos.

## Népesség
A település népességének változása:
| Lakosok száma | 127  | 105  | 124  | 146  | 206  | 214  | 210  | 199  | 198  | 195  |
|               | 1968 | 1982 | 1990 | 2006 | 2013 | 2015 | 2017 | 2019 | 2020 | 2022 |